# Augusta Emerita
Augusta Emerita, a actual Mérida, na Espanha, também referida como Emerita Augusta, foi uma colónia romana estabelecida por volta de 25 a.C,  pelo legado imperial Públio Carísio por ordem de César Augusto, com a finalidade de estabelecer um posto intermédio para as legiões. Emeritas Augusta tornou-se entretanto a capital da Lusitânia.
Emeritas era um enclave estratégico na margem do rio Anas que servia de eixo de comunicação entre a província Bética com as terras do noroeste peninsular e as do eixo meridional (Olissipo).
O conjunto de ruínas denominou-se Conjunto Arqueológico de Mérida, um dos principais e mais extensos conjuntos arqueológicos de Espanha, declarado Património Mundial em 1993 pela UNESCO.